# Schmuckvögel
Die Schmuckvögel (Cotingidae) sind eine Familie in der Ordnung der Sperlingsvögel (Passeriformes). Schmuckvögel kommen in den Tropen und Subtropen Südamerikas vor.
Es handelt sich um kurzbeinige, kleine bis große Waldvögel unterschiedlicher Färbung. Die Männchen dieser Familie haben häufig ein prächtiges und buntes Gefieder. Die Weibchen sind dagegen etwas matter gefärbt. Manche der Arten weisen außerdem nackte Hautlappen an den Schnabelwinkeln oder Stirn auf, haben aufblasbare Kehlsäcke sowie besondere Prachtfedern.
Sie leben einzelgängerisch und ernähren sich von Früchten und Insekten.
Der wissenschaftliche Name Cotingidae leitet sich von dem Tupi-Wort Catingá ‚leuchtender Wald (-Vogel)‘ ab.

## Fortpflanzung
Einige Arten brüten in Baum- oder Erdhöhlen, andere bauen ein Nest, das ein flacher Napf in einer Astgabel oder ein, an nur einer Seite offenes, Nest an einer Zweigspitze sein kann. Auch ein auf Fels gebautes Nest aus Schlamm und Erde ist möglich. Schmuckvögel legen isabell- oder olivfarbene Eier, die dunkelbraun und grau gepunktet sind. Die Eier werden immer nur vom Weibchen allein bebrütet.

## Gattungen und Arten
- Gattung Ampelion

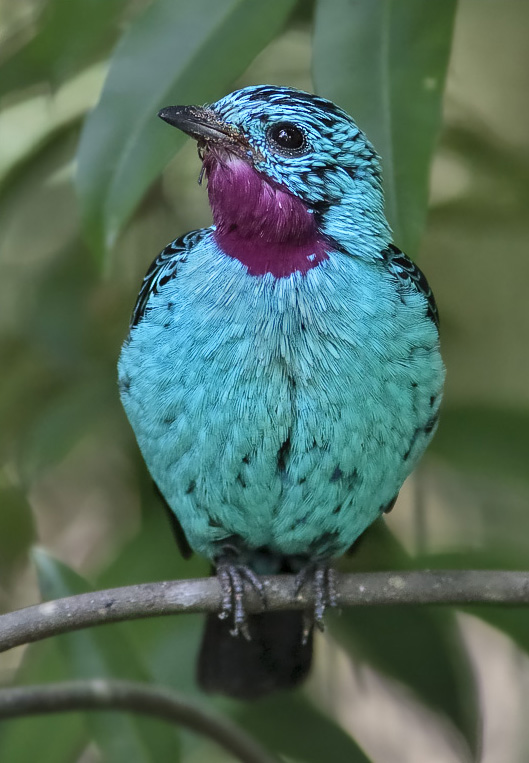
Türkisblaue Kotinga (Cotinga cayana)

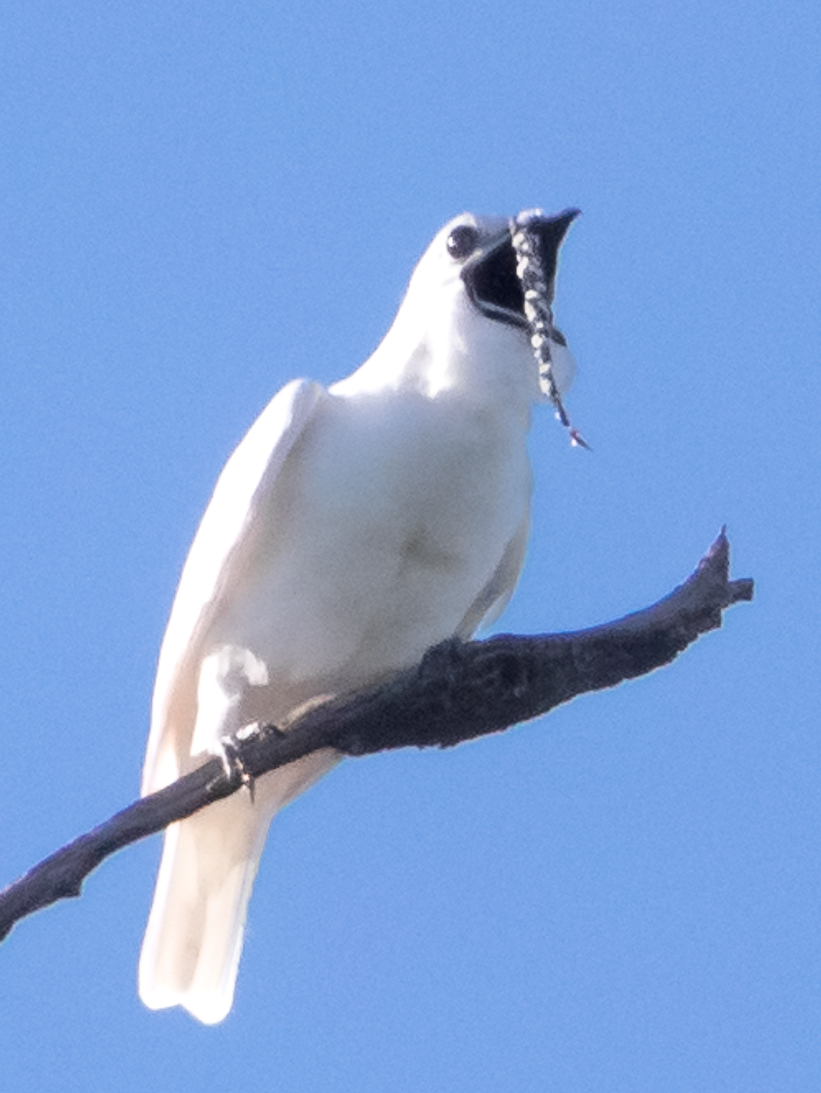
Der Balzgesang der männlichen Einlappenkotinga (Procnias albus) ist lauter als die Stimme jedes anderen Vogels.

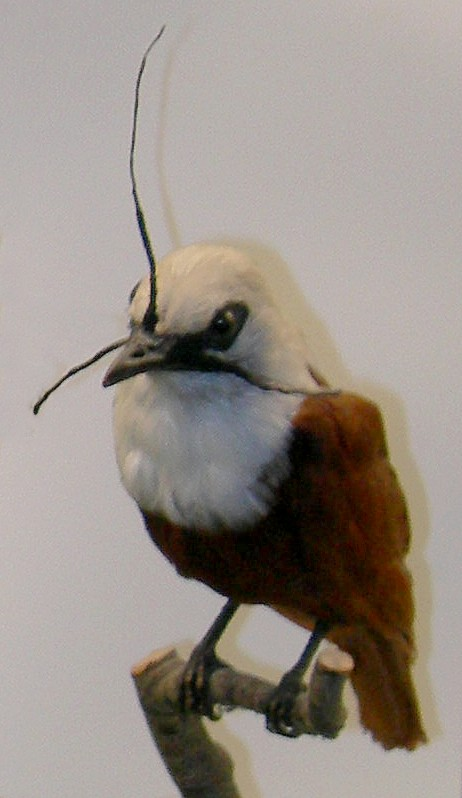
Hämmerling (Procnias tricarunculata)

  - Rotschopfkotinga (Ampelion rubrocristatus)
  - Braunohrkotinga (Ampelion rufaxilla)
- Gattung Zaratornis
  - Weißohrkotinga (Zaratornis stresemanni)
- Gattung Doliornis
  - Kastanienbauchkotinga (Doliornis remseni)
  - Braunbauchkotinga (Doliornis sclateri)
- Gattung Pflanzenmäher (Phytotoma)
  - Bandpflanzenmäher (Phytotoma rutila)
  - Graubrust-Pflanzenmäher (Phytotoma raimondii)
  - Rotschwanz-Pflanzenmäher (Phytotoma rara)
- Gattung Carpornis
  - Braunmantel-Beerenfresser (Carpornis cucullatus)
  - Olivmantel-Beerenfresser (Carpornis melanocephalus)
- Gattung Grünkotingas (Pipreola)
  - Goldbandkotinga (Pipreola riefferii)
  - Schwarzkopfkotinga (Pipreola intermedia)
  - Bindenkotinga (Pipreola arcuata)
  - Goldbrustkotinga (Pipreola aureopectus)
  - Orangebrustkotinga (Pipreola jucunda)
  - Orangekehlkotinga (Pipreola chlorolepidota)
  - Prachtkotinga (Pipreola formosa)
  - Rotbandkotinga (Pipreola whitelyi)
  - Scharlachbrustkotinga (Pipreola frontalis)
  - Schwarzkappenkotinga (Pipreola lubomirskii)
- Gattung Ampelioides
  - Schuppenkotinga (Ampelioides tschudii)
- Gattung Felsenhähne (Rupicola)
  - Tiefland-Felsenhahn (Rupicola rupicola)
  - Andenklippenvogel (Rupicola peruviana)
- Gattung Phoenicircus
  - Blutkotinga (Phoenicircus carnifex)
  - Samtkotinga (Phoenicircus nigricollis)
- Gattung Eigentliche Kotingas (Cotinga)
  - Azurkotinga (Cotinga amabilis)
  - Ridgway-Kotinga (Cotinga ridgwayi)
  - Nördliche Prachtkotinga (Cotinga nattererii)
  - Veilchenkehlkotinga (Cotinga maynana)
  - Purpurlatzkotinga (Cotinga cotinga)
  - Südliche Prachtkotinga (Cotinga maculata)
  - Türkisblaue Kotinga (Cotinga cayana)
- Gattung Glockenvögel (Procnias)
  - Hämmerling (Procnias tricarunculata)
  - Einlappenkotinga (Procnias albus)
  - Bartkotinga (Procnias averano)
  - Nacktkehl-Glockenvogel (Procnias nudicollis)
- Gattung Tijuca
  - Goldflügelkotinga (Tijuca atra)
  - Grauflügeltijuca (Tijuca condita)
- Gattung Lipaugus
  - Schreikotinga (Lipaugus vociferans)
  - Rötelkotinga (Lipaugus unirufus)
  - Graukopfkotinga (Lipaugus lanioides)
  - Halsbandkotinga (Lipaugus streptophorus)
  - Rotbürzelkotinga (Lipaugus uropygialis)
  - Graukotinga (Lipaugus fuscocinereus)
  - Braunkappenkotinga (Lipaugus weberi)
- Gattung Conioptilon
  - Schwarzgesichtkotinga (Conioptilon mcilhennyi)
- Gattung Snowornis
  - Gelbbauchpiha (Snowornis cryptolophus)
  - Grauschwanzpiha (Snowornis subalaris)
- Gattung Porphyrolaema
  - Purpurkehlkotinga (Porphyrolaema porphyrolaema)
- Gattung Pompadourkotingas (Xipholena)
  - Amazonien-Pompadourkotinga (Xipholena punicea)
  - Weißschwanz-Pompadourkotinga (Xipholena lamellipennis)
  - Weißflügel-Pompadourkotinga (Xipholena atropurpurea)
- Gattung Carpodectes
  - Schwarzfleckenkotinga (Carpodectes hopkei)
  - Gelbschnabelkotinga (Carpodectes antoniae)
  - Schneeschmuckvogel (Carpodectes nitidus)
- Gattung Gymnoderus
  - Nackthalskotinga (Gymnoderus foetidus)
- Gattung Querula
  - Purpurbrustkotinga (Querula purpurata)
- Gattung Haematoderus
  - Karminkotinga (Haematoderus militaris)
- Gattung Oxyruncus
  - Flammenkopfkotinga (Oxyruncus cristatus)
- Gattung Pyroderus
  - Rotkehlkotinga (Pyroderus scutatus)
- Gattung Perissocephalus
  - Kapuzinerkotinga (Perissocephalus tricolor)
- Gattung Schirmvögel (Cephalopterus)
  - Langlappen-Schirmvogel (Cephalopterus penduliger)
  - Kurzlappen-Schirmvogel (Cephalopterus ornatus)
  - Nacktkehl-Schirmvogel (Cephalopterus glabricollis)

- in der IOC World Bird List nicht mehr bei den Cotingidae geführt:
- Gattung Phibalura
  - Palkachupa Kotinga (Phibalura boliviana)
  - Gabelschwanzkotinga (Phibalura flavirostris)
- Gattung Iodopleura
  - Fahlkehl-Zwergkotinga (Iodopleura pipra)
  - Weißbrauen-Zwergbekarde (Iodopleura isabellae)
  - Braunkopf-Zwergkotinga (Iodopleura fusca)
- Gattung Calyptura
  - Rubinkrönchen oder Goldhähnchenkotinga (Calyptura cristata)

## Einzelbelege
1. ↑  Pagel, Marcordes: Exotische Weichfresser. S. 95.
2. ↑  James A. Jobling: Cotinga. In: The Key to Scientific Names - Birds of the World. Cornell Lab of Ornithology, abgerufen am 10. März 2024 (englisch).
3. ↑  Jeffrey Podos, Mario Cohn-Haft: Extremely loud mating songs at close range in white bellbirds. In: Current Biology. Band 29, Nr. 20, Oktober 2019, doi:10.1016/j.cub.2019.09.028.